# Pieve di San Giovanni Decollato (Castellina Marittima)
La pieve di San Giovanni Decollato si trova a Castellina Marittima.

## Storia e descrizione
Fu costruita nel primo decennio del Settecento dopo l'abbandono e il relativo trasferimento del fonte e del titolo dalla pieve di San Giovanni Battista, fuori Castellina, nella nuova parrocchiale.
L'edificio settecentesco è una costruzione a capanna con doppio timpano, al culmine della facciata e sul portale d'ingresso, sorretti da semplici paraste imitanti la pietra serena. Nell'interno, devastato da una granata durante l'ultimo conflitto mondiale, sono ancora visibili due bellissime colonne in alabastro che facevano parte del vecchio altare e un crocifisso in legno del secolo XVII.